# Ternate, Varese
Ternate là một đô thị ở tỉnh Varese trong vùng Lombardia, có cự ly khoảng 50 km về phía tây bắc của Milan và khoảng 11 km về phía tây namcủa Varese. Tại thời điểm ngày 31 tháng 12 năm 2004, đô thị này có dân số 2.270 người và diện tích là 5,1 km².
Ternate giáp các đô thị: Biandronno, Cazzago Brabbia, Comabbio, Inarzo, Travedona-Monate, Varano Borghi.